# Crying, Waiting, Hoping
Crying, Waiting, Hoping (englisch Weinen, warten, hoffen) ist ein Lied von Buddy Holly aus dem Jahr 1959, das als Single B-Seite der Single A-Seite Peggy Sue Got Married veröffentlicht wurde.

## Hintergrund

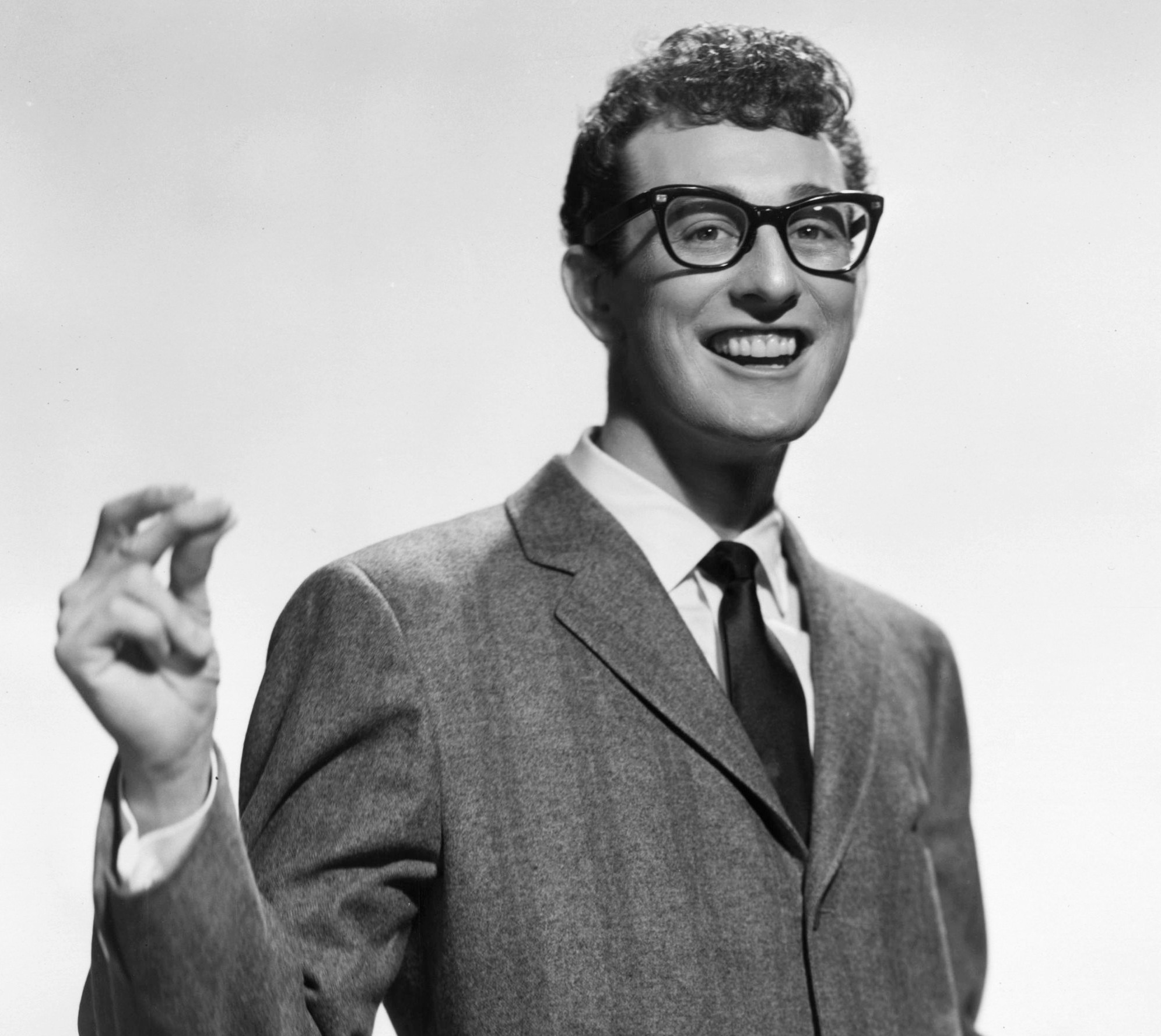
Buddy Holly

Am 14. Dezember 1958 nahm Buddy Holly in einer Wohnung in Manhattan in New York City eine Demoversion des Liedes Crying, Waiting, Hoping auf. Holly begleitete sich selbst mit einer Gitarre. Eine Studioaufnahme des Liedes erfolgte zu Lebzeiten von Holly nicht mehr.
Nach dem Tod von Buddy Holly, am 3. Februar 1959, produzierte Jack Hansen am 30. Juni 1959 sechs Demoaufnahmen, indem er Overdubs durch Studiomusiker einspielen ließ, weiterhin übernahmen die Ray Charles Singers den Hintergrundgesang. Die Veröffentlichung des Liedes erfolgte am 20. Juli 1959 als Single B-Seite. Am 2. Mai 1960 wurden die beiden Lieder der Single nochmals auf dem Album The Buddy Holly Story Volume II veröffentlicht.
Besetzung:
- Buddy Holly: Akustikgitarre, Gesang
- Donald Amone: Leadgitarre
- Sanford Bloch: Bass,
- Andrew Ackers: Klavier
- Panama Francis: Schlagzeug
- Ray Charles Singers: Hintergrundgesang

Eine weitere Nachproduktion von Crying, Waiting, Hoping erfolgte durch Norman Petty 1964. Die Gruppe The Fireballs spielte die Overdubs ein.

## Aufnahme der Beatles
Der Manager der Beatles, Brian Epstein, konnte Mike Smith, einen Assistenten in der Abteilung A&R bei Decca Records, überzeugen, am 13. Dezember 1961 ein Konzert der Beatles im Cavern Club zu besuchen. Smith war von dem Auftritt so beeindruckt, dass er für den 1. Januar 1962 um 11 Uhr Probeaufnahmen ansetzte. Die Produktionsleitung der Decca Audition hatte Mike Smith in den Decca Studios, Broadhurst Gardens, London, inne, es gab pro Lied nur einen Take, aufgenommen wurde in Mono. Overdubs wurden nicht produziert und eine Abmischung fand nicht statt. Die Beatles spielten also quasi live – innerhalb einer Stunde nahmen sie 15 Lieder auf. Anfang Februar 1962 wurden die Beatles von Decca überraschenderweise abgelehnt. Am 10. September 1982 wurde in Großbritannien von Audiofidelity Enterprises Ltd. die Schallplatte The Complete Silver Beatles veröffentlicht. Das Album war bis zum Jahr 1988 legal erhältlich.
Die aufgenommene Studioversion von Crying, Waiting, Hoping wurde bisher nicht wieder legal veröffentlicht.
Besetzung:
- John Lennon: Rhythmusgitarre, Hintergrundgesang
- Paul McCartney: Bass, Hintergrundgesang
- George Harrison: Leadgitarre, Gesang
- Pete Best: Schlagzeug

Für BBC Radio nahmen die Beatles unter Live-Bedingungen eine weitere Fassung von Crying, Waiting, Hoping auf, von denen die Aufnahme vom 16. Juli 1963 im BBC Paris Theatre, London auf dem Album Live at the BBC am 28. November 1994 erschien.
Am 29. Januar 1969 wurde in den Apple Studios Crying, Waiting, Hoping für den Film Let It Be, der 1970 veröffentlicht wurde, erneut aufgenommen. Auch diese Version wurde bisher nur auf Bootlegs veröffentlicht.

## Weitere Coverversionen
Folgend eine kleine Auswahl:
- Chris Isaak – Listen to Me: Buddy Holly[12]
- Wreckless Eric – Crying, Waiting, Hoping[13]
- Karen Elson – Rave On Buddy Holly[14]